# Танква

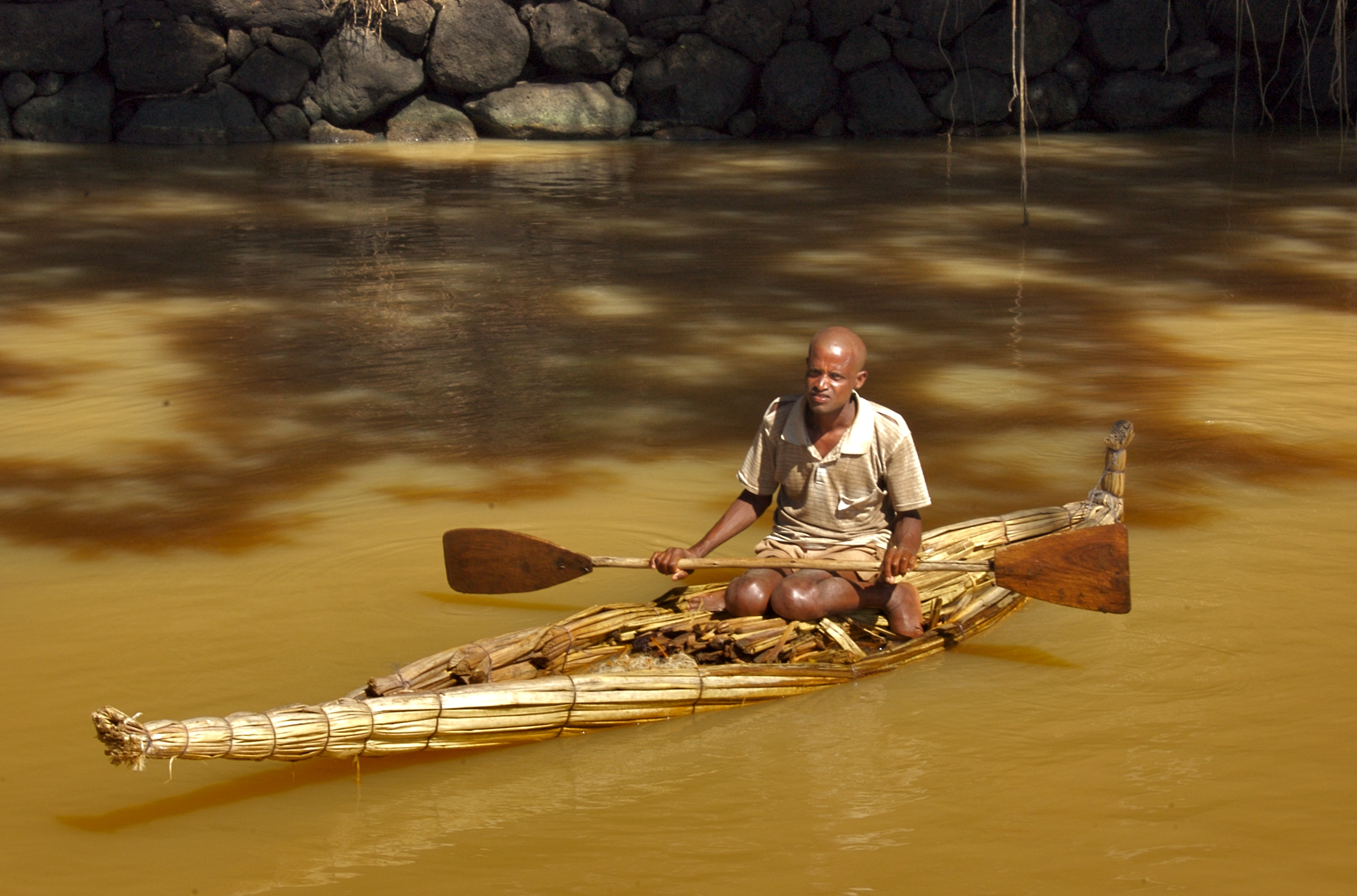
Рибалка на човні танква на озері Тана

Танква (Tankwa) — традиційний гребний очеретяний човен, поширений на високогірному озері Тана у північно-західній Ефіопії. Виготовляється з папірусу тубільним населенням з народності Негеде та мешканцями численних островів озера. Цей тип човнів зберіг свою стару форму із вигнутою кормою та носом, прикрашеними характерними китицями, яку можна побачити ще на давньоєгипетських зображеннях, створених п'ять тисяч років тому.

## Історія

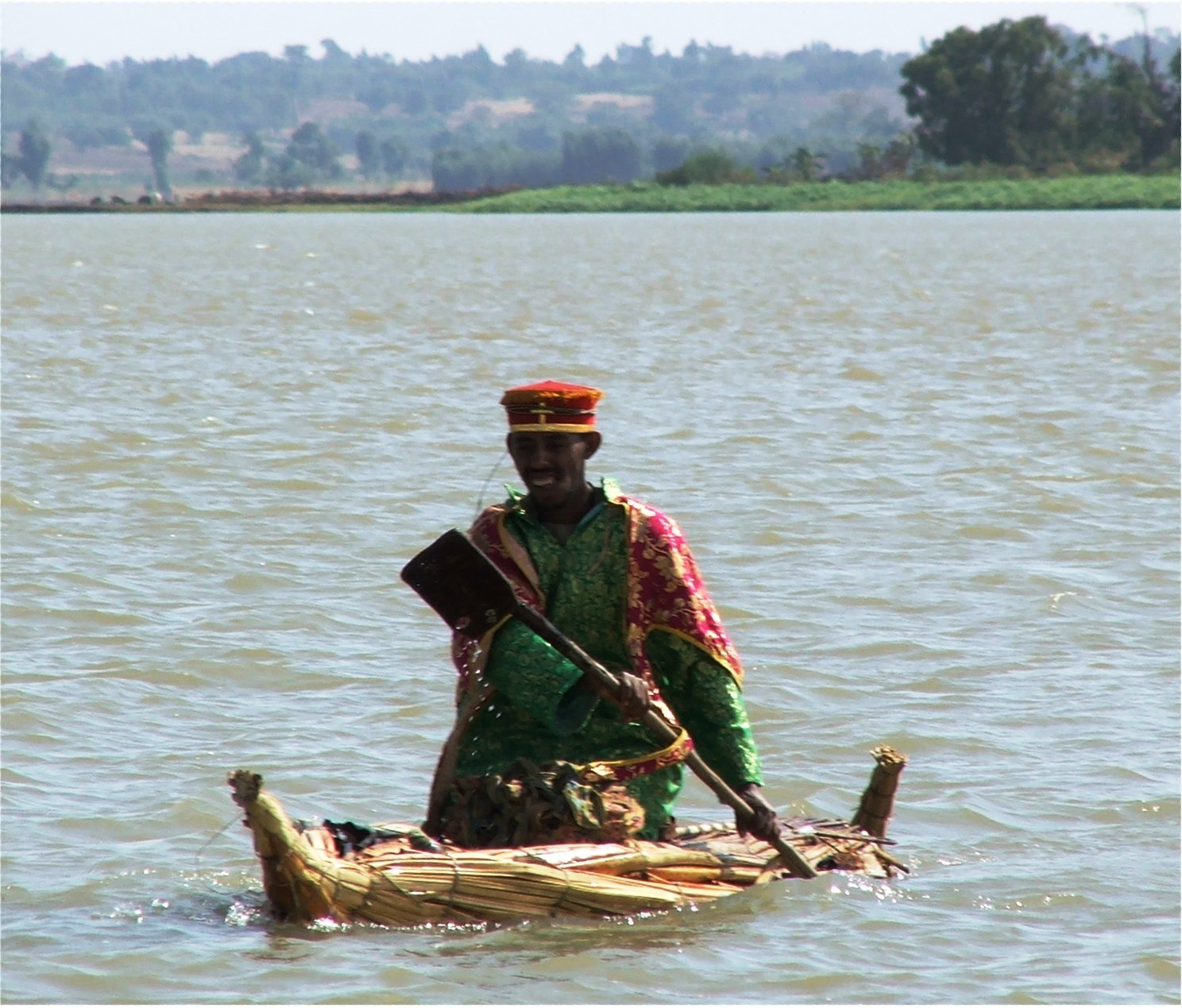
Православний монах перетинає о. Тана на човні танква

Оскільки матеріал і форма сучасних човнів танква з озера Тана дуже схожа на човни, зображені на давньоєгипетських барельєфах, вважається, що група людей з народності негеде свого часу мігрувала вверх по течії Блакитного Нілу з території Судану чи Єгипту до озера Тана і принесла з собою традиції та техніку будівництва човнів з папірусу (Cyperus papyrus).

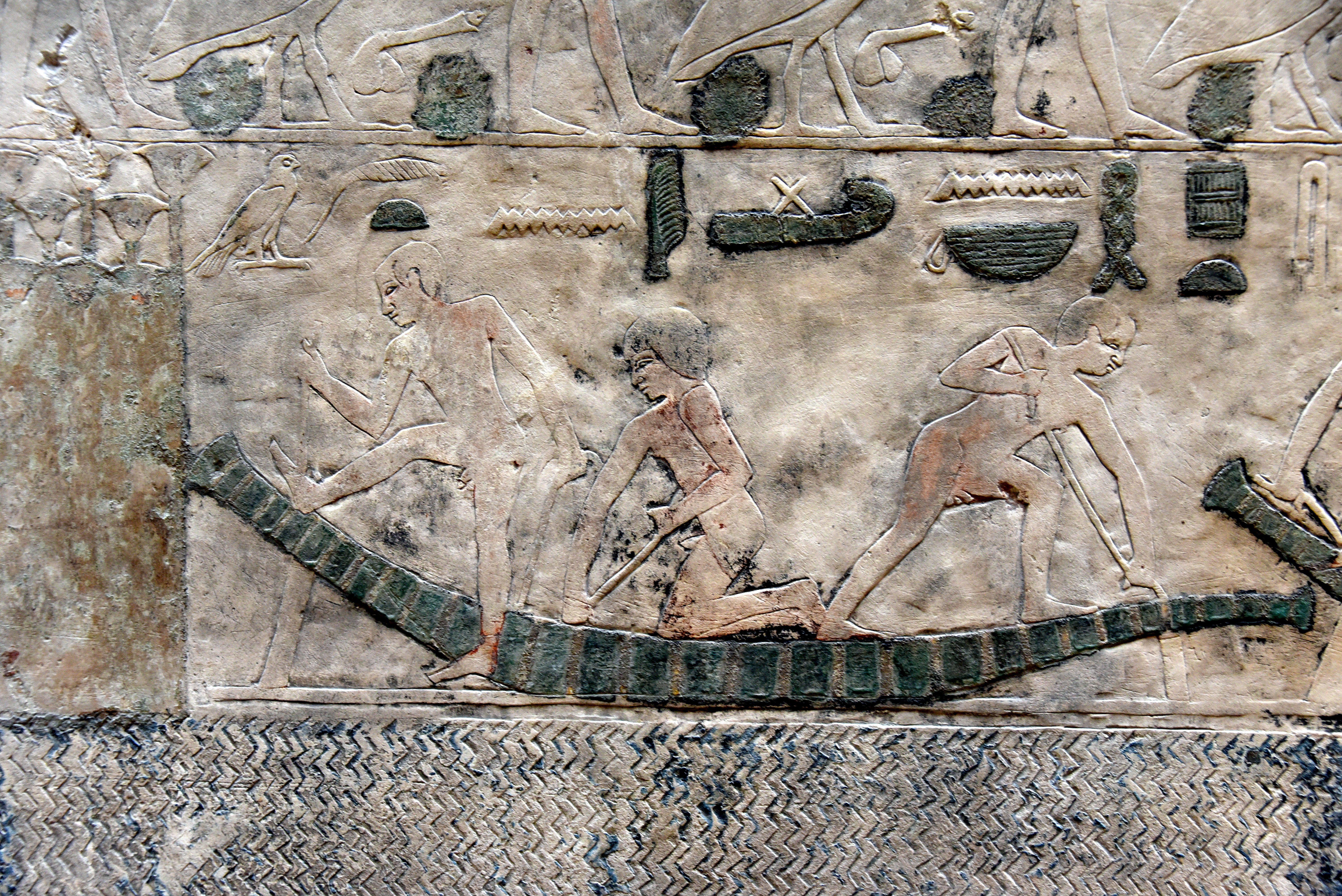
Виготовлення папірусних човнів у Стародавньому Єгипті. Барельєф у храмі Нусерра в Абу-Горабі, 2430 рік до н. е.

Озеро Тана, з якого витікає річка Блакитний Ніл, розташоване в Ефіопському нагір'ї на висоті майже 2000 м над рівнем моря і має площу водойми понад 3000 м², що в п'ять разів перевищує площу найбільшого європейського озера Балатон. Очеретяні човни дотепер використовуються в якості єдиного транспортного засобу, що забезпечує зв'язок між материком і багатьма островами з монастирями, населеними православними ченцями-монофізитами, які переселились на відокремлені острови близько 700 років тому в пошуках прихистку від релігійних переслідувань. На озері є понад 20 островів, на деяких з яких розташовані стародавні християнські монастирі та церкви, зведені в XIV—XVI століттях. Зокрема, в монастирі на острові Дага поховані кілька ефіопських царів і імператорів.
Стара традиція будівництва очеретяних човнів на озері Тана поширена не тільки серед ченців, які дотепер мешкають на багатьох островах озера, але й серед місцевих жителів з узбережжя, для яких рибальство з використанням очеретяних човнів танква є одним з основних занять. Очеретяні човни використовуються також для перевезення пасажирів та транспортування товарів і вантажів, зокрема для перевезення з островів хмизу та для транспортування зерна.

## Опис
Типові очеретяні човни на озері Тана мають довжину від 5,5 м для човна, розрахованого лише на одну людину, до 10-12 м для восьми-десяти людей при ширині човна від 0,92 до 2,13 м. Традиційна конструкція танкви має вигляд плоскодонного човна з товстим, сформованим з декількох шарів зв'язок папірусу днищем, невисокими бортами по краях та вигнутими до гори носом і кормою човна, зв'язаними мотузками в тугий пучок з утворенням характерних китиць. Процес будівництва невеликого одномісного човна забирає у досвідчених майстрів лише декілька годин, будівництво більших човнів розтягується на декілька днів. Зустрічається різновид човнів танква з кілем, який формується або також зі зв'язок папірусу або із застосуванням деревини, зазвичай з місцевої акації.

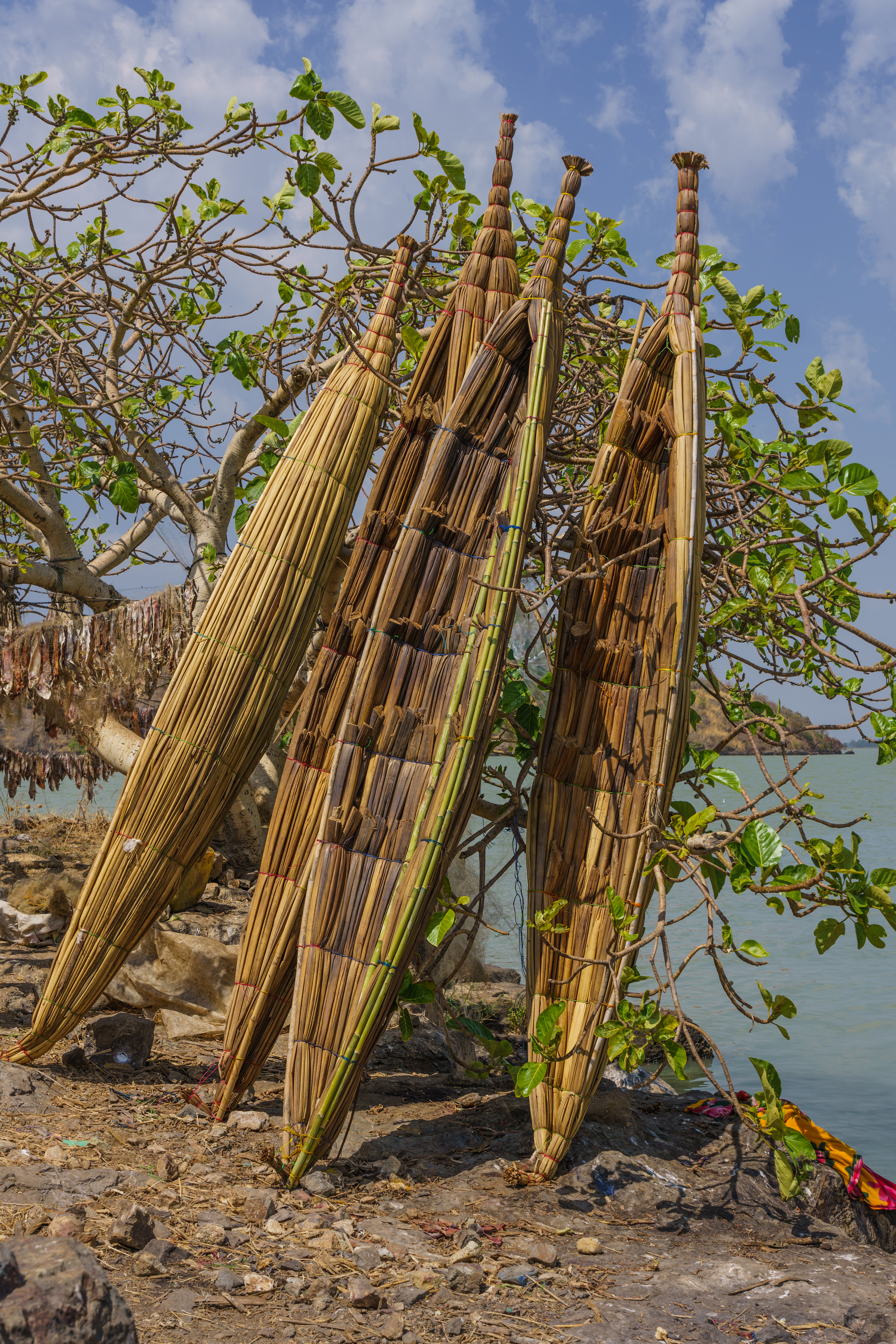
Човни танква на просушуванні

Оскільки човни не мають гідроізоляції й швидко набирають воду, для захисту від води гребців та вантажів на дно танкви укладаються додаткові зв'язані оберемки папірусу, що слугують своєрідними «сидушками». Ці сидушки знімні та при просушуванні човна відділяються від корпусу і сушаться окремо, що прискорює загальну процедуру.
Зазвичай танква приводиться в рух веслом з двома лопатями, подібним на весло для каяків. Для більш тривалих подорожей по озеру на човни можуть кріпитись кочети для користування веслами з однією лопаттю.
Оскільки при будівництві човнів не застосовується гідроізоляція, танква потребують просушування щоразу після використання, але навіть при цьому строк життя човна не перевищує двох-трьох місяців. Конструкція танкви настільки гнучка, що човни легко витримують хвилю, змінюючи свою форму разом з нею.
Відомо, що на озері Тана раніше використовувались дуже великі очеретяні човни, на яких могло розміститись до 20 осіб або вантаж вагою до 7 тонн. Тур Хеєрдал, який відвідував озеро Тана для ознайомлення з місцевою традицією будівництва очеретяних човнів з папірусу, занотував розповіді про велике судно з папірусу, яке було здатне перевозити через озеро від двох до трьох тонн зерна.

## Галерея

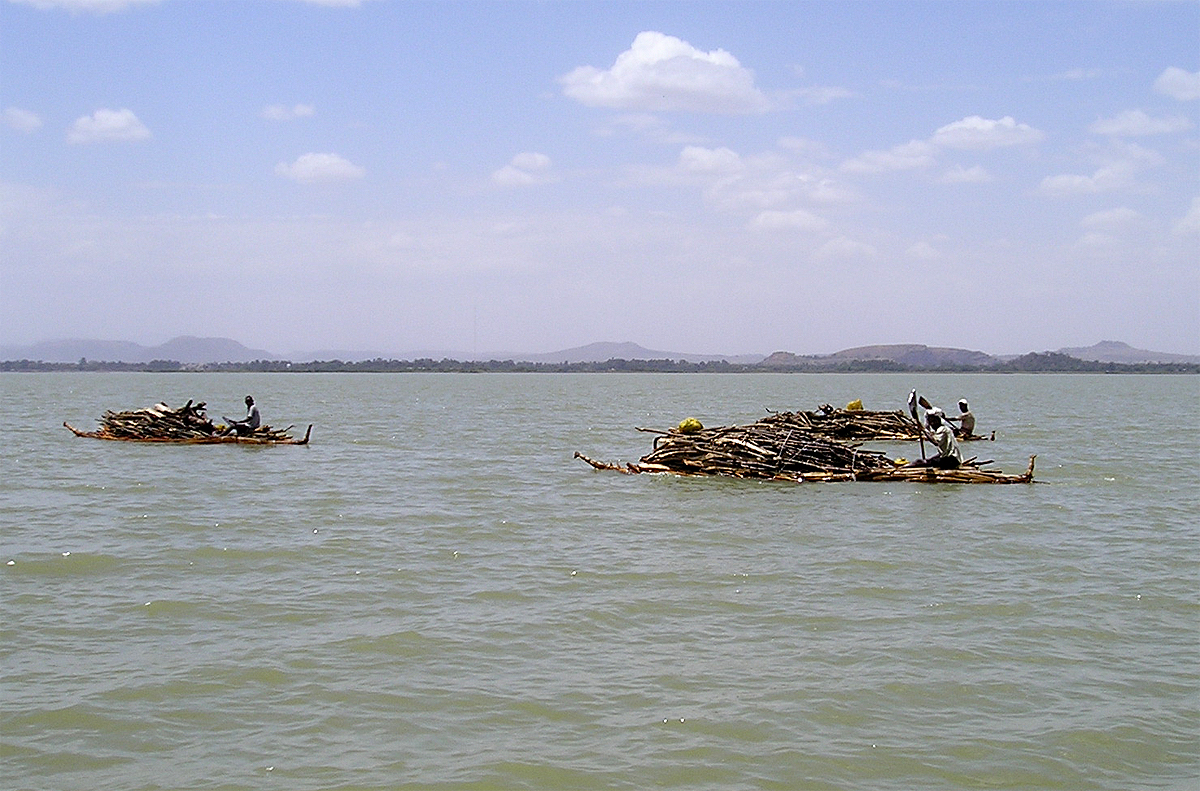
Перевезення хмизу
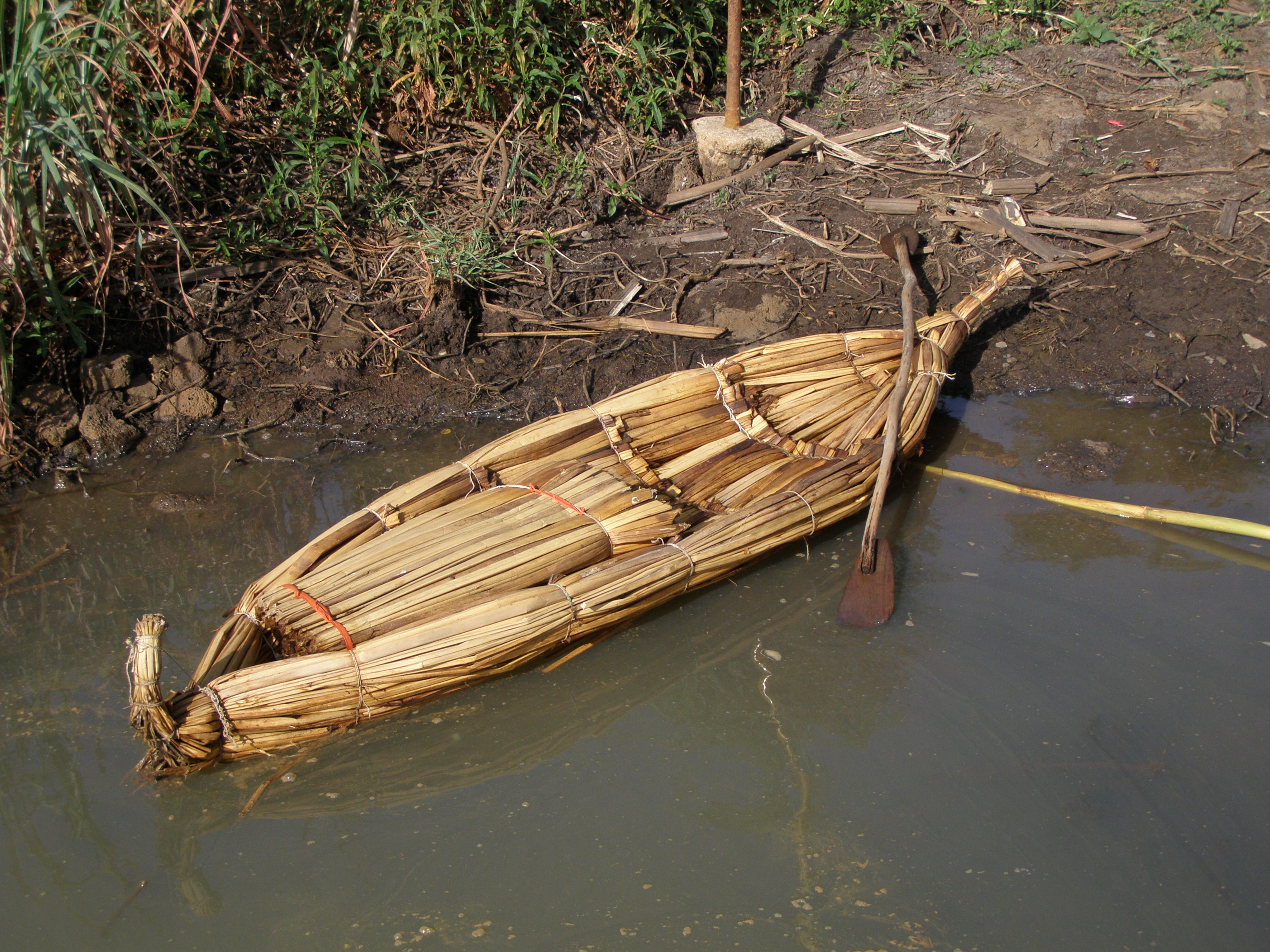
Танква біля берега
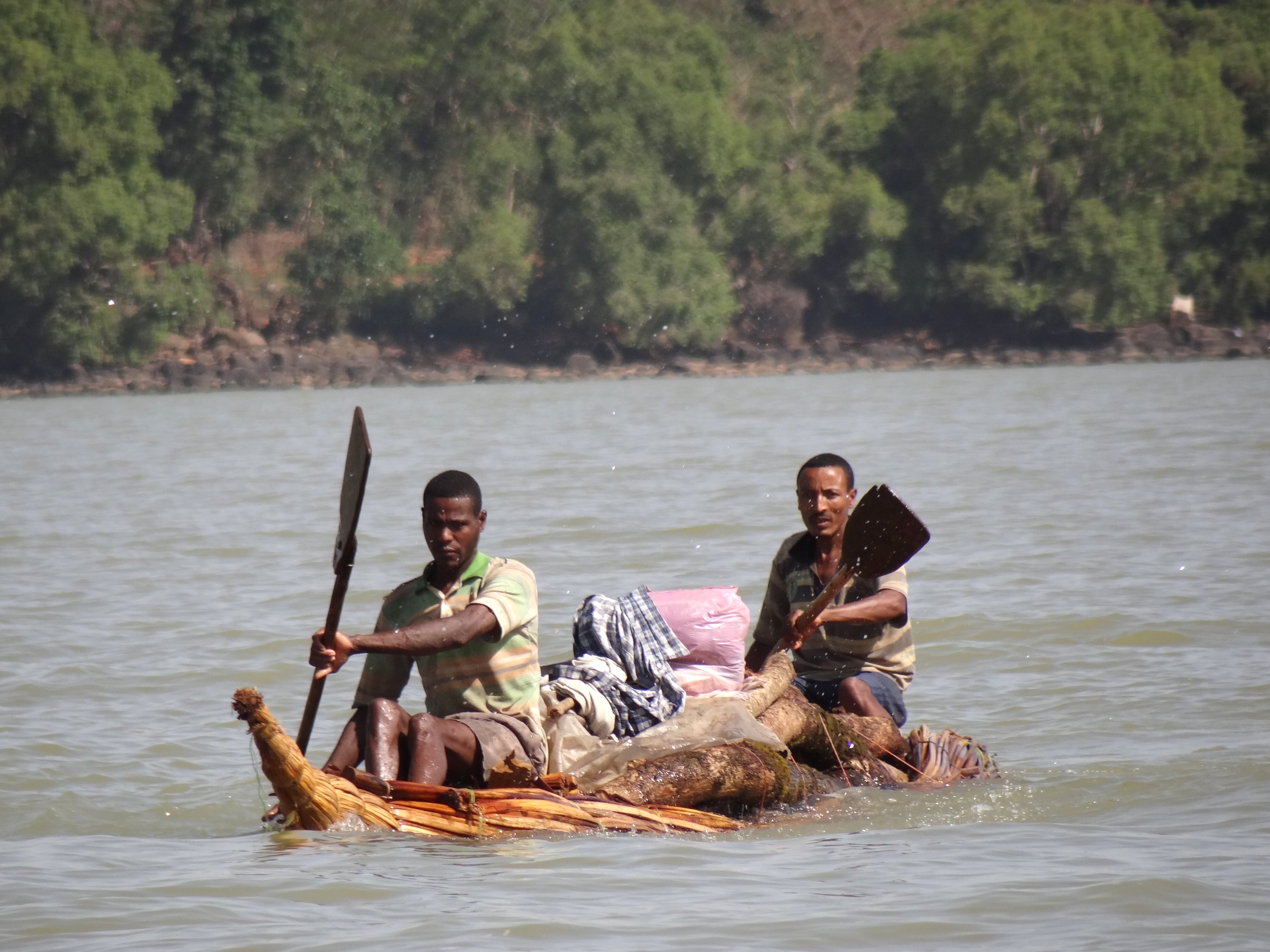
Перевезення вантажу
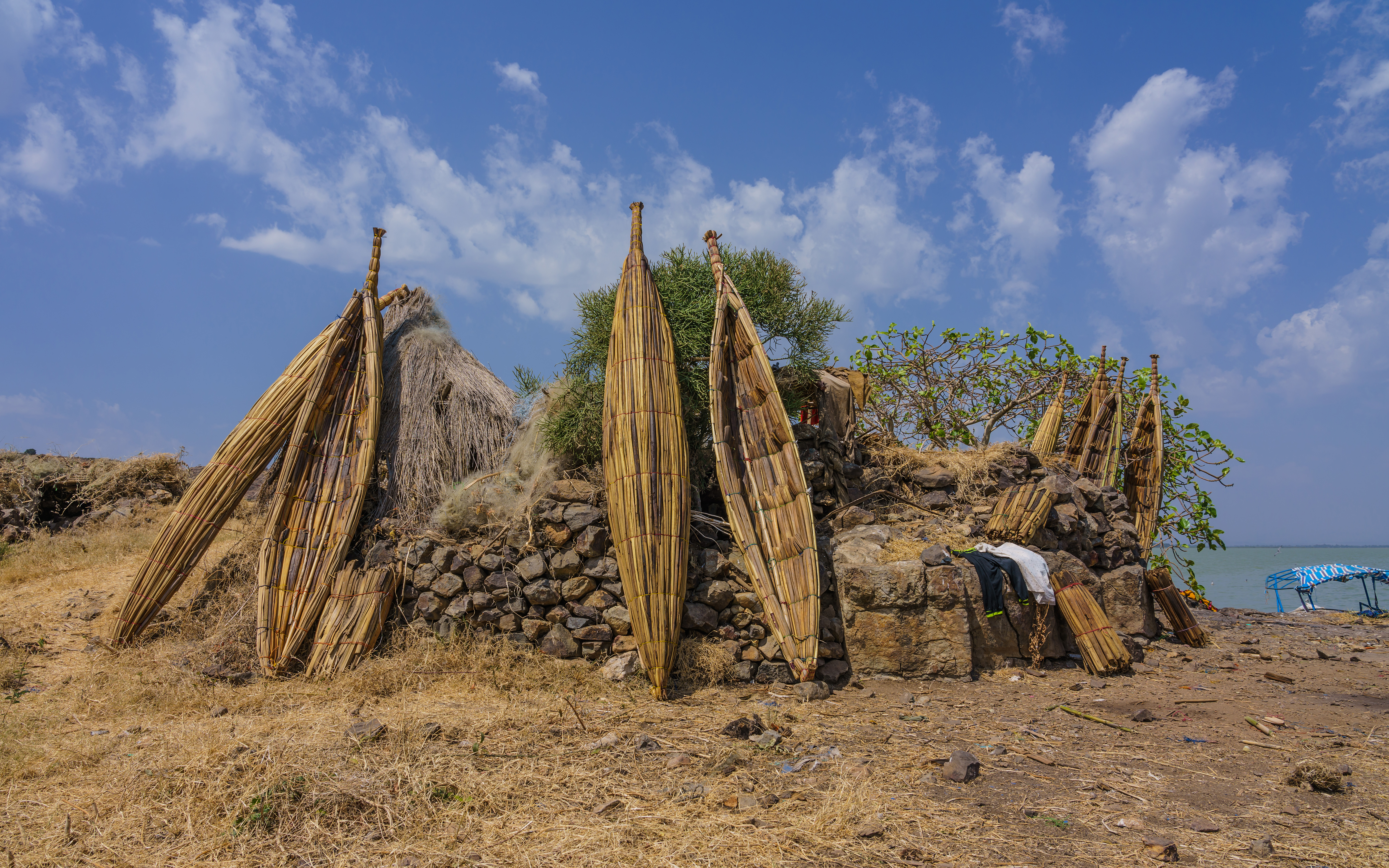
Танква на просушуванні
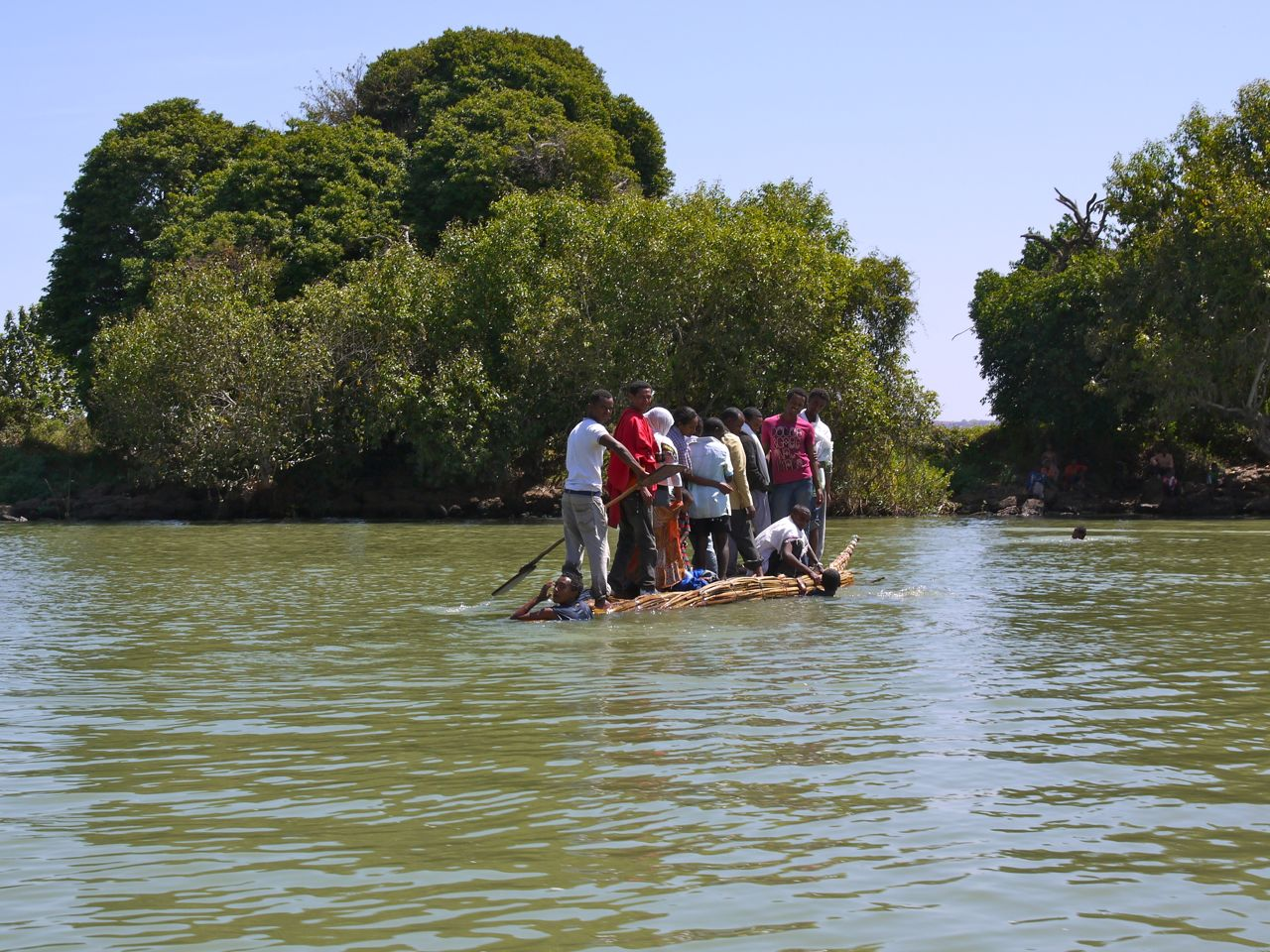
Перевезення 10 пасажирів
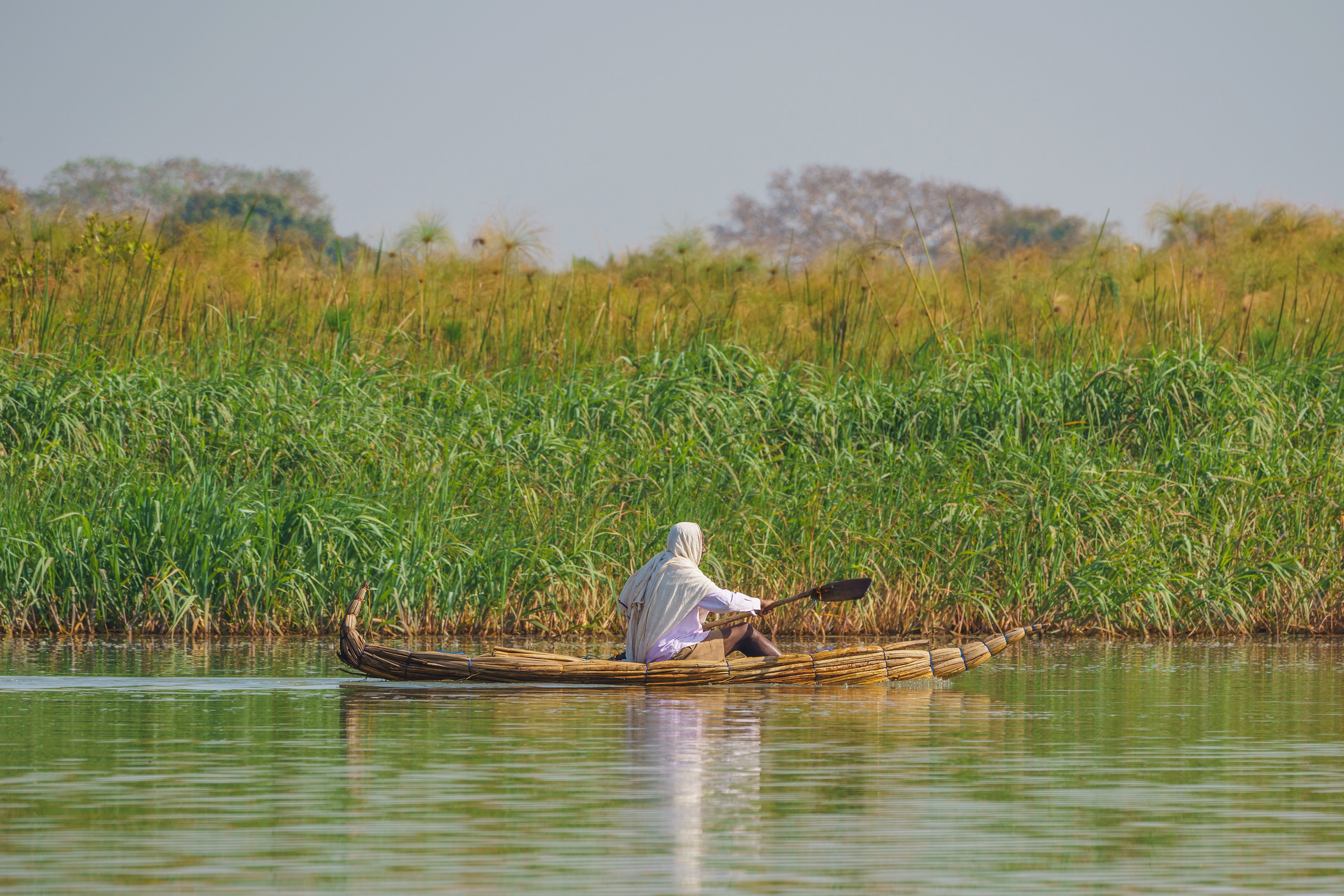
Танква серед заростей папірусу
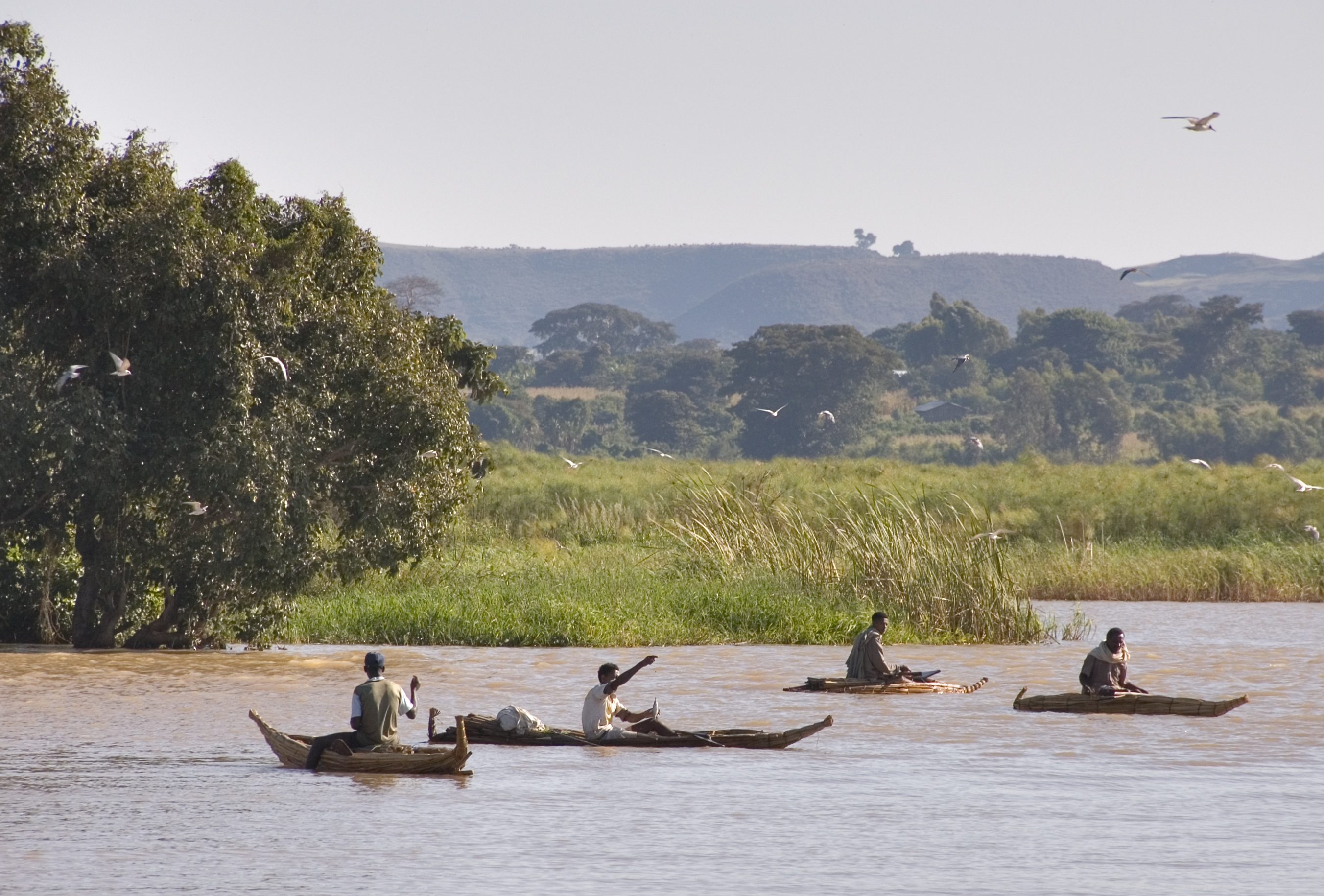
Рибалки на танква
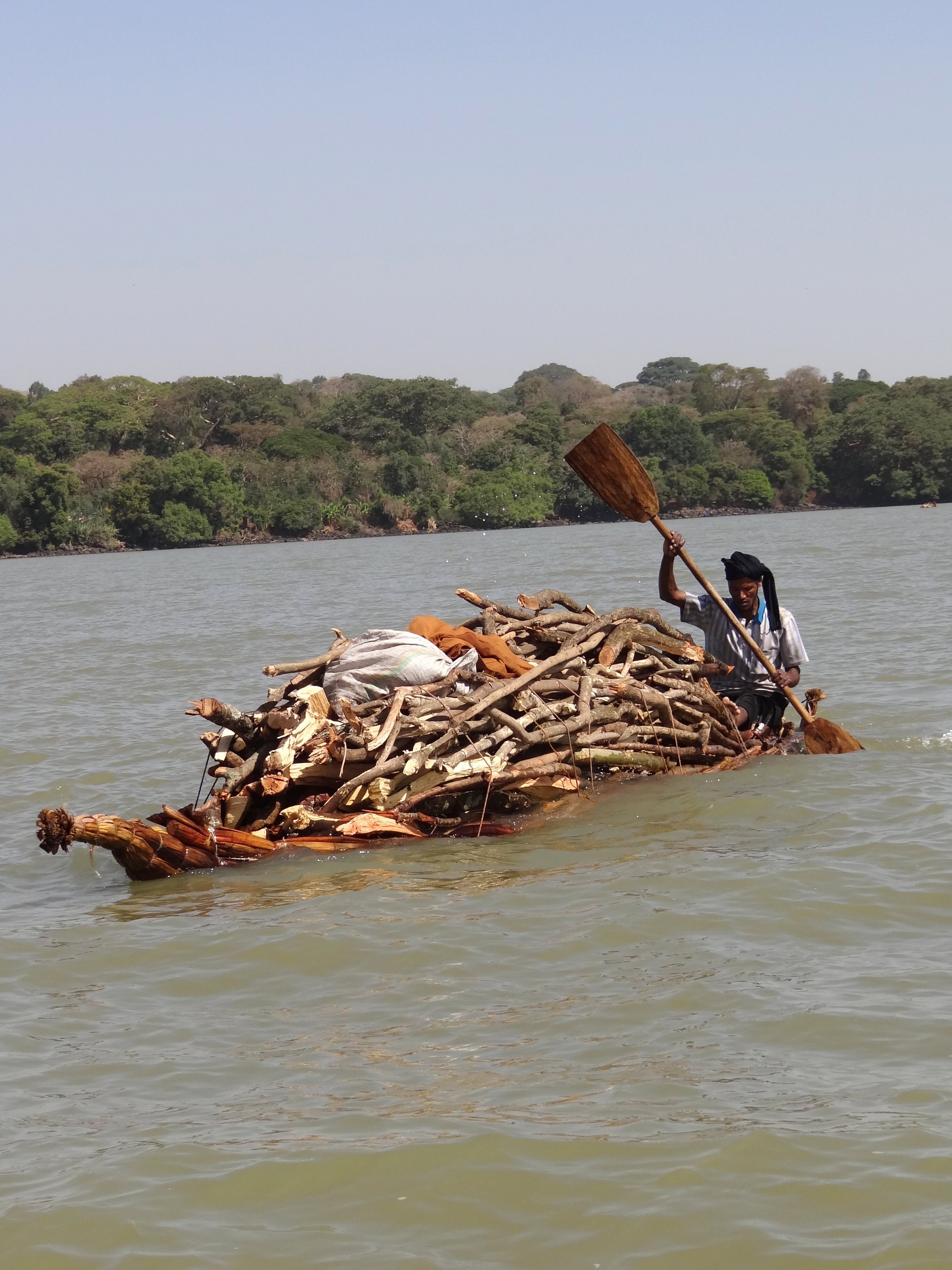
Транспортування хмизу
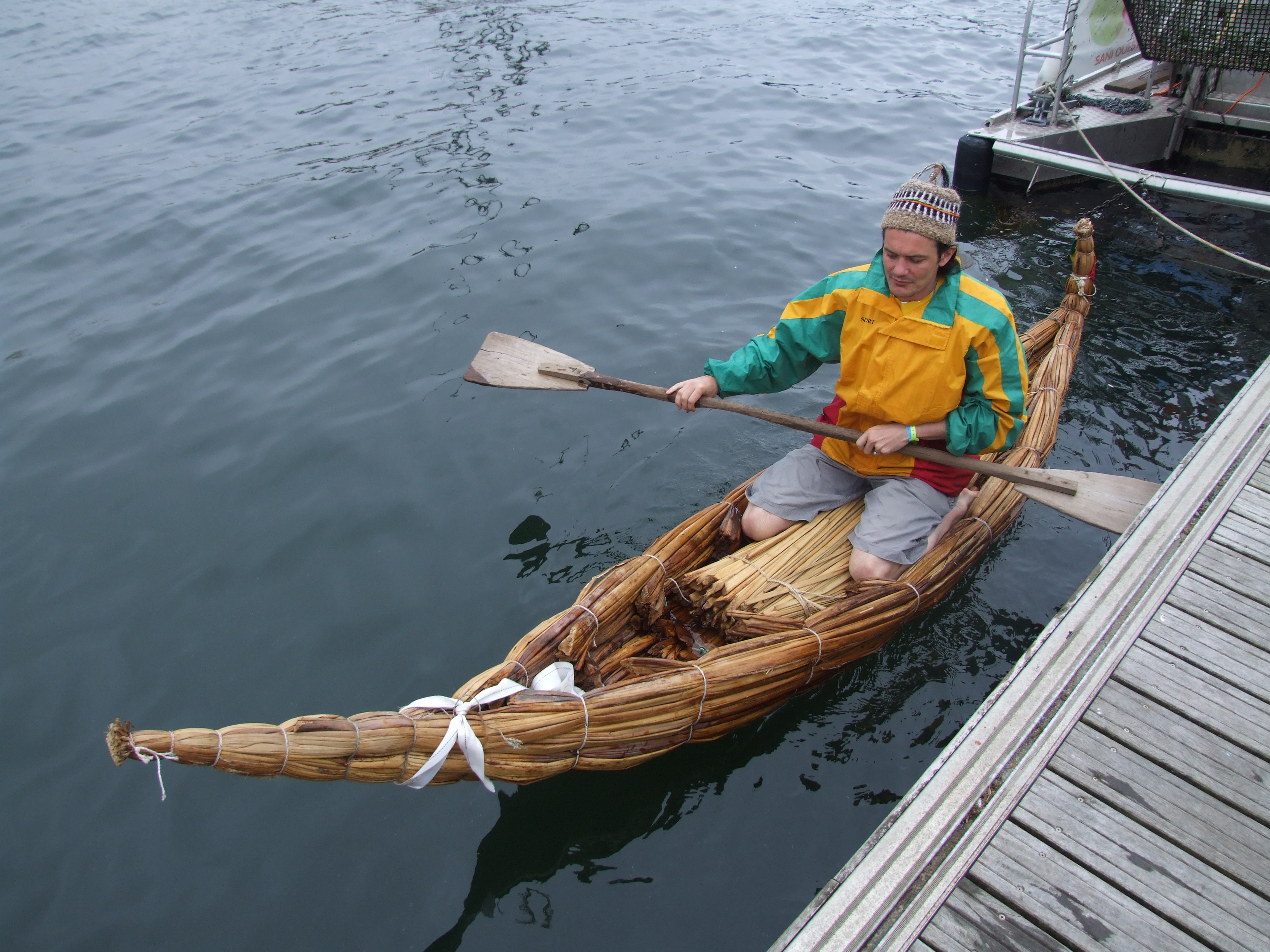
Танква на виставці човнів Брест-2012. Франція